# Erich Ehrlinger
Erich Ehrlinger (14. oktober 1910 – 31. juli 2004) var medlem af SS som leder af Sonderkommando (Einsatzkommando, der var ansvarlig for massemord i Baltikum og Hviderusland). 
Han var desuden chef for sikkerhedspolitiet og efterretningstjenesten (Befehlshaber der Sicherheitspolizei und des SD (BDS) for det centrale Rusland og samtidig kontorleder i RSHA. Han nåede aldrig at modtage sin doktorgrad. Ehrlinger havde i slutningen af krigen rang af SS-Brigadeführer.
Efter krigen gemte han sig i Slesvig-Holsten under navnet Erich Fröscher. I oktober 1945 rejste han til Roth ved Nürnberg. I 1950 flyttede han med sin familie til Konstanz og arbejdede under falsk navn som vært i casinoet (officersmessen). I 1952 giftede han sig anden gang, hvorefter han begyndte at bruge sit rigtige navn.